# FACE (globeの曲)
「FACE」（フェイス）は、globeの8枚目のシングル。1997年1月15日にavex globeから発売された。

## 解説
フジテレビ系木曜劇場『彼女たちの結婚』主題歌、NTT「まるちねっとフェア」CMソングに起用された。後者のCMには小室哲哉も出演している。
当初、この曲のミキシングは、この当時の小室作品を多数手掛けていたエンジニアであるキース・コーエン（Keith Cohen）が担当していた。しかし、コーエンのミックスは先にテレビ局に提出したデモテープとはイメージが異なっており、テレビ局側から「デモテープに近い形に調整してほしい」と要望が入ったため、小室が直々にミキシングをやり直した。
オリコン初登場1位。前作「Can't Stop Fallin' in Love」に続き2作連続のミリオンヒットとなった。globeのシングルの中では「DEPARTURES」に次ぐ2番目の売り上げ。歴代シングル売り上げ112位。
globeのデビュー10周年を記念して2005年2月16日に発売されたCD-BOX『globe decade -complete box 1995-2004-』とシングルコレクションアルバム『globe decade -single history 1995-2004-』にはミックスが異なる未発表バージョン、また、『globe decade -complete box 1995-2004-』にのみ未発表リミックスが収録されている。iTunes Storeでは未発表バージョン、未発表リミックスが配信されている。
発売当時はミュージック・ビデオ（MV）は制作されなかったが、2016年には「MUSIC VIDEOドラマプロジェクト」で本曲をモチーフにしたMVドラマが制作され、池田エライザが主演を務めた。

## 収録曲
| 全作詞: 小室哲哉・MARC、全作曲・編曲: 小室哲哉。 |                                     |                  |            |      |
| #                                                | タイトル                            | 作詞             | 作曲・編曲 | 時間 |
| 1.                                               | 「FACE (STRAIGHT RUN)」             | 小室哲哉 ・ MARC | 小室哲哉   | 6:15 |
| 2.                                               | 「FACE (TRISTESSE DE L'AMOUR MIX)」 | 小室哲哉 ・ MARC | 小室哲哉   | 6:35 |
| 3.                                               | 「FACE (INSTRUMENTAL)」             | 小室哲哉 ・ MARC | 小室哲哉   | 6:15 |
| 合計時間:                                        | 合計時間:                           | 19:05            |            |      |

クレジット
- Produced, Mixed : 小室哲哉

## 収録アルバム
FACE
- FACES PLACES（アルバムバージョン）
- CRUISE RECORD 1995-2000
- 8 Years ～Many Classic Moments～
- globe decade -single history 1995-2004-（未発表の別ミックスバージョンであり、アルバムバージョンとも異なる）
- 15YEARS -BEST HIT SELECTION-（アルバムバージョン）
- #globe20th -SPECIAL COVER BEST-（COVER+BEST盤のみ収録）

## カバー
- GReeeeN - V.A.『#globe20th -SPECIAL COVER BEST-』（2015年12月16日）に収録[5]。
- Aphrodite - コンピレーション・アルバム『EXA IDOL COMPLEX〜Super duper!』（2016年10月15日）に収録。